# Kawasaki Super Meet 2011
Kawasaki Super Meet 2011 – mityng lekkoatletyczny, który odbył się 8 maja w japońskim Kawasaki. Zawody zaliczane były do cyklu World Challenge Meetings rozgrywanego pod egidą IAAF.

## Rezultaty
| NR – rekord kraju |

### Mężczyźni
| Konkurencja:               | 1. miejsce                                                                       | Rezultat | 2. miejsce                                                                  | Rezultat | 3. miejsce                                            | Rezultat |
| Bieg na 100 m              | Kim Collins                                                                      | 10,40    | Aaron Rouge-Serret                                                          | 10,42    | Ryōta Yamagata                                        | 10,51    |
| Bieg na 200 m              | Amr Ibrahim Mostafa Seoud                                                        | 20,65    | Hitoshi Saito                                                               | 20,71    | Shinji Takahira                                       | 20,81    |
| Bieg na 800 m              | Masato Yokota                                                                    | 1:46,87  | James Kaan                                                                  | 1:47,25  | Rachid Khoua                                          | 1:48,44  |
| Bieg na 110 m przez płotki | Ryan Wilson                                                                      | 13,73    | Shi Dongpeng                                                                | 13,78    | Dexter Faulk                                          | 13,79    |
| Bieg na 400 m przez płotki | Brendan Cole                                                                     | 49,60    | Takatoshi Abe                                                               | 50,17    | Richard Davenport                                     | 50,35    |
| Skok o tyczce              | Daichi Sawano                                                                    | 5,60     | Siergiej Kuczerianu                                                         | 5,45     | Hiroki Ogita                                          | 5,25     |
| Skok w dal                 | Tyrone Smith                                                                     | 8,09     | Mitchell Watt                                                               | 8,07     | Yohei Sugai                                           | 8,05w    |
| Rzut młotem                | Krisztián Pars                                                                   | 79,47    | Kōji Murofushi                                                              | 78,10    | Dilszod Nazarow                                       | 76,52    |
| Rzut oszczepem             | Yukifumi Murakami                                                                | 82,90    | Stuart Farquhar                                                             | 81,14    | Genki Dean                                            | 78,90    |
| Sztafeta 4 × 100 m         | Japonia A · Masashi Eriguchi · Shintaro Kimura · Shinji Takahira · Hitoshi Saitō | 38,78    | Japonia B · Seiya Kusano · Sota Kawatsura · Yuichi Kobayashi · Shōta Iizuka | 38,94    | Chiny · Lu Bin · Liang Jiahong · Su Bingtian · Lao Yi | 39,25    |

### Kobiety
| Konkurencja:               | 1. miejsce                                                                        | Rezultat | 2. miejsce                                                                          | Rezultat | 3. miejsce                                                         | Rezultat |
| Bieg na 100 m              | Alexandria Anderson                                                               | 11,28    | Guzel Khubbieva                                                                     | 11,54    | Melissa Breen                                                      | 11,56    |
| Bieg na 400 m              | Shareese Woods                                                                    | 52,68    | Mary Wineberg                                                                       | 53,27    | Margaret Etim                                                      | 53,52    |
| Bieg na 100 m przez płotki | LoLo Jones                                                                        | 12,92    | Yvette Lewis                                                                        | 13,07    | Tatiana Diektiariowa                                               | 13,23    |
| Bieg na 400 m przez płotki | Lauren Boden                                                                      | 55,86    | Satomi Kubokura                                                                     | 56,62    | Christine Spence                                                   | 56,74    |
| Skok w dal                 | Saeko Okayama                                                                     | 6,61w    | Lu Minjia                                                                           | 6,61w    | Wang Wupin                                                         | 6,47w    |
| Sztafeta 4 × 100 m         | Japonia A · Saori Kitakaze · Momoko Takahashi · Chisato Fukushima · Kana Ichikawa | 43,39 NR | Australia · Sally Pearson · Charlotte Van Veenendaal · Laura Whaler · Melissa Breen | 43,69    | Japonia B · Yumeka Sano · Mayumi Watanabe · Saori Imai · Maki Wada | 44,62    |